# Villamayor de los Montes
Villamayor de los Montes é um município da Espanha na província de Burgos, comunidade autónoma de Castela e Leão, de área 40,62 km² com população de 224 habitantes (2004) e densidade populacional de 5,51 hab/km².

## Demografia
| Variação demográfica do município entre 1991 e 2004 | Variação demográfica do município entre 1991 e 2004 | Variação demográfica do município entre 1991 e 2004 | Variação demográfica do município entre 1991 e 2004 |
| --------------------------------------------------- | --------------------------------------------------- | --------------------------------------------------- | --------------------------------------------------- |
| 1991                                                | 1996                                                | 2001                                                | 2004                                                |
| 301                                                 | 268                                                 | 243                                                 | 224                                                 |